# Grahovo Brdo
Grahovo Brdo – wieś w Słowenii, w gminie Sežana. W 2018 roku liczyła 43 mieszkańców.